# Copa de la Reina de hockey sobre patines 2017
La 12.ª edición de la Copa de la Reina se celebró en Lloret de Mar del 10 al 12 de marzo de 2017.
El campeón del torneo fue el CP Voltregà, que derrotó al CHP Bigues i Riells en cuartos de final, al HC Palau de Plegamans en semifinales y al Gijón HC en la final, por medio de un gol de oro en la segunda parte de la prórroga. El conjunto de la comarca de Osona consiguió de esta forma su sexta Copa de la Reina, reafirmando su posición como equipo más laureado en esta competición.

## Equipos participantes
Los ocho primeros clasificados después de la primera vuelta de la OK Liga se clasificaron para el torneo. 
| Pos | Equipo                | J  | G  | E | P | G.F. | G.C. | Pts |
| --- | --------------------- | -- | -- | - | - | ---- | ---- | --- |
| 1   | Gijón HC              | 13 | 11 | 2 | 0 | 52   | 16   | 35  |
| 2   | HC Palau de Plegamans | 13 | 10 | 2 | 1 | 47   | 17   | 32  |
| 3   | CP Voltregà           | 13 | 10 | 1 | 2 | 47   | 12   | 31  |
| 4   | CP Manlleu            | 13 | 8  | 1 | 4 | 33   | 26   | 25  |
| 5   | CHP Bigues i Riells   | 13 | 7  | 2 | 4 | 328  | 24   | 23  |
| 6   | HC Liceo              | 13 | 5  | 2 | 6 | 23   | 34   | 17  |
| 7   | CP Las Rozas          | 13 | 4  | 4 | 5 | 19   | 18   | 16  |
| 8   | Sferic Terrassa       | 13 | 5  | 1 | 7 | 23   | 38   | 16  |

## Resultados
|  | Cuartos de final      | Cuartos de final |                       |             | Semifinales | Semifinales |  |             | Final       | Final       |  |
|  | 10 de marzo           | 10 de marzo      |                       |             | 11 de marzo | 11 de marzo |  |             | 12 de marzo | 12 de marzo |  |
|  |                       |                  |                       |             |             |             |  |             |             |             |  |
|  |                       |                  |                       |             |             |             |  |             |             |             |  |
|  | CP Voltregà           | 7                |                       |             |             |             |  |             |             |             |  |
|  | CP Voltregà           | 7                |                       |             |             |             |  |             |             |             |  |
|  | CHP Bigues i Riells   | 4                |                       |             |             |             |  |             |             |             |  |
|  | CHP Bigues i Riells   | 4                |                       | CP Voltregà | 3           |             |  |             |             |             |  |
|  |                       |                  |                       | CP Voltregà | 3           |             |  |             |             |             |  |
|  |                       |                  | HC Palau de Plegamans | 2           |             |             |  |             |             |             |  |
|  | HC Palau de Plegamans | 2                | HC Palau de Plegamans | 2           |             |             |  |             |             |             |  |
|  | HC Palau de Plegamans | 2                |                       |             |             |             |  |             |             |             |  |
|  | CH Liceo              | 0                |                       |             |             |             |  |             |             |             |  |
|  | CH Liceo              | 0                |                       |             |             |             |  | CP Voltregà | 3           |             |  |
|  |                       |                  |                       |             |             |             |  | CP Voltregà | 3           |             |  |
|  |                       |                  | Gijón HC              | 2           |             |             |  |             |             |             |  |
|  | Gijón HC              | 3                | Gijón HC              | 2           |             |             |  |             |             |             |  |
|  | Gijón HC              | 3                |                       |             |             |             |  |             |             |             |  |
|  | CP Las Rozas          | 0                |                       |             |             |             |  |             |             |             |  |
|  | CP Las Rozas          | 0                |                       | Gijón HC    | 3           |             |  |             |             |             |  |
|  |                       |                  |                       | Gijón HC    | 3           |             |  |             |             |             |  |
|  |                       |                  | CP Manlleu            | 0           |             |             |  |             |             |             |  |
|  | CP Manlleu            | 4                | CP Manlleu            | 0           |             |             |  |             |             |             |  |
|  | CP Manlleu            | 4                |                       |             |             |             |  |             |             |             |  |
|  | Sferic Terrassa       | 3                |                       |             |             |             |  |             |             |             |  |
|  | Sferic Terrassa       | 3                |                       |             |             |             |  |             |             |             |  |
|  |                       |                  |                       |             |             |             |  |             |             |             |  |